# Gunnarstorp
Gunnarstorp è un'area urbana della Svezia situata nel comune di Bjuv, contea di Scania.
La popolazione risultante dal censimento 2010 era di 401 abitanti .